# 亞美尼亞—巴基斯坦關係
亞美尼亞－巴基斯坦關係或巴基斯坦－亞美尼亞關係，是指巴基斯坦和亞美尼亞之間的雙邊關係。由于巴基斯坦不承認亞美尼亞是一個主權國家，也是聯合國成員國中唯一不承認亞美尼亞的國家，兩國之間現在沒有外交關係。

## 歷史
在阿塞拜疆於蘇聯獨立後，巴基斯坦是與土耳其同樣率先承認阿塞拜疆的國家之一。在納戈爾諾-卡拉巴赫戰爭以及其後納戈爾諾-卡拉巴赫及其周邊地區被亞美尼亞佔領的數十年中，巴基斯坦一直沒有同亞美尼亞建交，並表示在納戈爾諾-卡拉巴赫的主權完全歸還阿塞拜疆之前拒絕承認亞美尼亞的主權。另外巴基斯坦也一直否認亞美尼亞大屠殺，巴基斯坦議會則於2011年認定納戈爾諾-卡拉巴赫戰爭中的霍賈利大屠殺是種族滅絕行為。
2012年2月1日，巴基斯坦參議院外交委員會通過決議，批評亞美尼亞長期佔領阿塞拜疆領土並實施霍賈利大屠殺，並要求亞美尼亞遵守四項聯合國安理會決議，無條件撤出其佔領的地區。
2016年11月，在集體安全條約組織成員國討論巴基斯坦的觀察員申請時，亞美尼亞表達反對。
2019年9月，亞美尼亞總理尼科爾·帕什尼揚在訪問印度期間表示支持印方在克什米爾問題中的立場。
在2020年納戈爾諾-卡拉巴赫戰爭期間，巴基斯坦總理伊姆蘭·汗以及外交部門公開支持阿塞拜疆軍隊捍衛其領土主權。而亞美尼亞指責阿塞拜疆軍隊中有巴基斯坦特種部隊人員，巴基斯坦則稱該說法沒有根據。